# Carlos Melero
Carlos Melero García (nascido em 17 de fevereiro de 1948) é um ex-ciclista espanhol, profissional entre os anos 1973 e 1979. Ele competiu nos 100 km contrarrelógio por equipes nos Jogos Olímpicos de Munique 1972. Também montou no Tour de France cinco vezes, e na Volta à Espanha quatro.